# Cataglyphis bazoftensis
Cataglyphis bazoftensis es una especie de hormiga del género Cataglyphis, familia Formicidae. Fue descrita científicamente por Khalili-Moghadam et al. en 2021.
Se distribuye por Irán. Se ha encontrado a elevaciones de hasta 1754 metros.